# Dino Pagliari
Dino Pagliari (Macerata, 27 gennaio 1957) è un allenatore di calcio ed ex calciatore italiano, di ruolo centrocampista o attaccante.

## Caratteristiche Tecniche
Ala sinistra, riusciva a disimpegnarsi anche come trequartista e seconda punta. Dotato di un'eccellente tecnica individuale, a questa abbinava buone capacità atletiche e una grande foga agonistica che lo rendevano difficile da marcare. Peccava nella continuità realizzativa ma si è sempre saputo ben apprezzare per il carattere allegro e schietto, la sua grinta e la sua disponibilità a sacrificarsi per i compagni.

## Biografia
È fratello maggiore di Giovanni, ex calciatore e allenatore, Silvio, procuratore sportivo, e Ivo, professore e preparatore atletico professionista; con i suoi fratelli aprì per un periodo una scuola-calcio con sedi a Macerata e Tolentino.
Celebre anche per il modo di fare stravagante e per il look hippy (portava i capelli lunghi fino alle spalle) intorno alla metà degli anni 1970; un aneddoto lo vuole in giro per Firenze con una gallina al guinzaglio.

## Carriera

### Giocatore
Centrocampista cresciuto nella Maceratese, passò alla Fiorentina, che lo mandò un biennio in prestito alla SPAL; fu una delle ultime scoperte di Paolo Mazza. Tornato nel 1978 a Firenze dopo un anno alla Ternana, disputò due campionati in Serie A realizzando sei reti. Negli anni successivi disputò campionati minori (B con Lanerossi Vicenza, C1 con Ternana e R.M. Firenze), chiudendo la carriera dopo il ritorno a Macerata in C2.
In carriera ha totalizzato complessivamente 44 presenze e 6 reti in Serie A, 62 presenze e 10 reti in Serie B.

### Allenatore
Iniziò la carriera di allenatore nel 1996-1997, sulla panchina della Vis Pesaro, in Serie C2: esonerato dopo la 9ª giornata, richiamato dopo il 28º turno con la squadra in 12ª posizione, chiude il campionato al 10º posto in graduatoria ottenendo la permanenza in categoria.
L'anno seguente (1997-1998), ancora alla Vis Pesaro in Serie C2, chiuse in 7ª posizione, a sole 3 lunghezze dalla zona play-off, con 12 vittorie, 11 pareggi e 11 sconfitte.
Dopo il biennio alla Vis Pesaro, guidò per due stagioni la Maceratese, ancora in Serie C2. Nella prima (1998-1999) venne esonerato e successivamente subentrò, finendo al 12º posto in graduatoria e portando la squadra alla salvezza; nella seconda (1999-2000) concluse 9º in classifica.
Dopo 4 stagioni in Serie C2, nel 2000 salì in Serie C1, alla Fermana, dove rimase per due stagioni e arrivò 10º nel 2000-2001 e 9º nel 2001-2002. Attualmente costituiscono gli ultimi migliori piazzamenti nella storia del club canarino dal 2000 in poi.
In tutti e tre i bienni sulle panchine delle tre squadre marchigiane dal 1996 al 2002, nel secondo campionato riuscì sempre a migliorare il piazzamento in graduatoria rispetto al primo: da 10º a 7º con la Vis Pesaro, da 12º a 9º con la Maceratese, da 10º a 9º con la Fermana.
Nel 2002-2003 passò all'Alessandria, in Serie C2, dimettendosi dopo 19 partite e 19 punti conquistati. La squadra chiuse all'ultimo posto con 10 punti fatti nelle ultime 15 gare.
Nel gennaio del 2004 diventò l'allenatore del Chieti in Serie C1, nel torneo (2003-2004) che vide la società abruzzese concludere a ridosso della zona play-off ed ottenere il record di punti ottenuti nella categoria (48) nella sua storia. Prese la squadra invischiata nella zona playout e la portò all'ottavo posto in graduatoria.
Nella stagione 2004-2005 fu alla guida del Frosinone, ancora in Serie C1, raggiungendo il 5º posto ed il traguardo playoff, piazzamento mai raggiunto nella storia del club fino a quel momento; ai play-off venne sconfitto ed eliminato dal Mantova (sconfitta casalinga 2-4, sconfitta 1-0 in trasferta). Accanto al campionato, da segnalare la parentesi della Coppa Italia, dove i canarini riescono a raggiungere la finalissima (persa con lo Spezia).
Nel febbraio del 2006 approdò al Ravenna in Serie C1. Con la squadra a quota 24 dopo 21 giornate finì il campionato 2005-2006 al 13º posto, guadagnando 16 punti in 13 partite ed assicurandosi la salvezza.
La stagione seguente (2006-2007) alla guida del Ravenna ottenne la promozione in Serie B vincendo il campionato davanti all'Avellino con 69 punti in 34 partite ed anche la Panchina d'oro Prima Divisione come migliore allenatore della categoria.
Nel 2007-2008 guidò il Ravenna neopromosso in Serie B: venne esonerato il 2 dicembre 2007 (bilancio di 12 punti in 16 partite); sostituito da Franco Varrella (1 punto in 4 partite), fu richiamato nel corso della stessa stagione nuovamente alla guida della compagine romagnola dalla 21ª alla 34ª giornata, prima di un secondo esonero il 7 aprile 2008, ancora a favore di Varrella.
Dal 27 gennaio 2009 subentrò a Eusebio Di Francesco nel ruolo di allenatore della Virtus Lanciano, in Lega Pro Prima Divisione, stagione 2008-2009. Con la squadra a quota 21 dopo 20 giornate, totalizzò 20 punti nelle restanti 14 gare, quindi andò a giocarsi i play-out contro la Juve Stabia (sconfitta esterna 2-1, vittoria nel ritorno 1-0), salvandosi.
Confermato sulla panchina frentana per l'intero campionato di Lega Pro Prima Divisione 2009-2010, concluse la stagione al 9º posto (9 vittorie, 17 pareggi, 8 sconfitte).
Il 21 febbraio 2011 ha sostituito Leonardo Semplici sulla panchina del Pisa, in Lega Pro Prima Divisione, stagione 2010-2011, rilevando la squadra in zona play-out e conducendola al decimo posto finale dopo aver totalizzato 20 punti in 10 partite.
Confermato dal Pisa per la stagione successiva, 2011-2012, viene esonerato il 13 febbraio 2012.
Circa un anno più tardi, il 19 marzo 2013, è richiamato sulla panchina del Pisa in Lega Pro Prima Divisione. In 6 partite a disposizione conquista 6 vittorie, conducendo il Pisa ai play-off. La vittoria per 3-2 di Avellino consente al club di eguagliare il record di sei vittorie di fila ottenute con il compianto mister Corrado Benedetti nella stagione 2001-2002, per quanto riguarda campionati di serie C o Prima Divisione. Nei playoff elimina il Perugia e accede in finale (perdendo) contro il Latina.
Nella stagione 2013-2014 è ancora alla guida del Pisa in Lega Pro Prima Divisione. Il 23 dicembre 2013 viene esonerato.
Il 27 dicembre 2014 ha sostituito l'esonerato Franco Lerda al Lecce, nella Lega Pro divisione unica, stagione 2014-2015. Dopo poco più di un mese in carica, il 3 febbraio 2015 viene sollevato dall'incarico dopo aver ottenuto 8 punti in 5 gare disputate.
Torna in panchina, dopo quasi due anni, il 9 dicembre 2016, prendendo il posto dell'esonerato Giovanni Cornacchini alla Viterbese Castrense, per essere esonerato il successivo 21 febbraio 2017.
Nella stagione successiva, a fine settembre 2017, rileva ancora una volta Giovanni Cornacchini stavolta sulla panchina del Gubbio. Viene sollevato dall'incarico il 21 marzo 2018.
A luglio 2018 viene nominato Direttore Tecnico del settore giovanile della Ternana, si dimette a marzo del 2019 pochi giorni prima dell'inizio del Torneo di Viareggio.
Il 19 ottobre 2023 torna in panchina dopo cinque anni, venendo nominato nuovo allenatore della Maceratese, squadra della sua città, in Eccellenza. Esce sconfitto nella finale di Coppa Italia Dilettanti Marche. Viene esonerato il 12 febbraio 2024 a seguito della sconfitta sul campo dell'Atletico Azzurra Colli ultimo in classifica.

## Statistiche

### Statistiche da allenatore
Statistiche aggiornate al 10 febbraio 2024. In grassetto le competizioni vinte.
| Stagione          | Squadra           | Campionato        | Campionato | Campionato | Campionato | Campionato | Coppe nazionali | Coppe nazionali | Coppe nazionali | Coppe nazionali | Coppe nazionali | Coppe continentali | Coppe continentali | Coppe continentali | Coppe continentali | Coppe continentali | Altre coppe | Altre coppe | Altre coppe | Altre coppe | Altre coppe | Totale | Totale | Totale | Totale | % Vittorie | Piazzamento                      |
| Stagione          | Squadra           | Comp              | G          | V          | N          | P          | Comp            | G               | V               | N               | P               | Comp               | G                  | V                  | N                  | P                  | Comp        | G           | V           | N           | P           | G      | V      | N      | P      | %          | Piazzamento                      |
| ----------------- | ----------------- | ----------------- | ---------- | ---------- | ---------- | ---------- | --------------- | --------------- | --------------- | --------------- | --------------- | ------------------ | ------------------ | ------------------ | ------------------ | ------------------ | ----------- | ----------- | ----------- | ----------- | ----------- | ------ | ------ | ------ | ------ | ---------- | -------------------------------- |
| 1996-1997         | Vis Pesaro        | C2                | 15         | 4          | 5          | 6          | CI-C            | 2               | 0               | 1               | 1               | -                  | -                  | -                  | -                  | -                  | -           | -           | -           | -           | -           | 17     | 4      | 6      | 7      | 23,53      | esonerato, subentrato, 11º       |
| 1997-1998         | Vis Pesaro        | C2                | 34         | 12         | 11         | 11         | CI-C            | 4               | 1               | 0               | 3               | -                  | -                  | -                  | -                  | -                  | -           | -           | -           | -           | -           | 38     | 13     | 11     | 14     | 34,21      | 7º                               |
| Totale Vis Pesaro | Totale Vis Pesaro | Totale Vis Pesaro | 49         | 16         | 16         | 17         |                 | 6               | 1               | 1               | 4               |                    | -                  | -                  | -                  | -                  |             | -           | -           | -           | -           | 55     | 17     | 17     | 21     | 30,91      |                                  |
| 1998-1999         | Maceratese        | C2                | 24         | 7          | 6          | 11         | CI-C            | 4               | 1               | 2               | 1               | -                  | -                  | -                  | -                  | -                  | -           | -           | -           | -           | -           | 28     | 8      | 8      | 12     | 28,57      | esonerato, subentrato, 13º       |
| 1999-2000         | Maceratese        | C2                | 34         | 10         | 13         | 11         | CI-C            | 4               | 0               | 1               | 3               | -                  | -                  | -                  | -                  | -                  | -           | -           | -           | -           | -           | 38     | 10     | 14     | 14     | 26,32      | 9º                               |
| Totale Maceratese | Totale Maceratese | Totale Maceratese | 58         | 17         | 19         | 22         |                 | 8               | 1               | 3               | 4               |                    | -                  | -                  | -                  | -                  |             | -           | -           | -           | -           | 66     | 18     | 22     | 26     | 27,27      |                                  |
| 2000-2001         | Fermana           | C1                | 17         | 7          | 5          | 5          | CI-C            | 2               | 0               | 0               | 2               | -                  | -                  | -                  | -                  | -                  | -           | -           | -           | -           | -           | 19     | 7      | 5      | 7      | 36,84      | subentrato, 10º                  |
| 2001-2002         | Fermana           | C1                | 24         | 9          | 7          | 8          | CI.C            | 4               | 1               | 3               | 0               | -                  | -                  | -                  | -                  | -                  | -           | -           | -           | -           | -           | 28     | 10     | 10     | 8      | 35,71      | esonerato, subentrato, 9º        |
| Totale Fermana    | Totale Fermana    | Totale Fermana    | 41         | 16         | 12         | 13         |                 | 6               | 1               | 3               | 2               |                    | -                  | -                  | -                  | -                  |             | -           | -           | -           | -           | 47     | 17     | 15     | 15     | 36,17      |                                  |
| 2002-2003         | Alessandria       | C2                | 19         | 4          | 7          | 8          | CI-C            | 4               | 0               | 0               | 4               | -                  | -                  | -                  | -                  | -                  | -           | -           | -           | -           | -           | 23     | 4      | 7      | 12     | 17,39      | esonerato                        |
| 2003-2004         | Chieti            | C1                | 15         | 8          | 2          | 5          | CI-C            | -               | -               | -               | -               | -                  | -                  | -                  | -                  | -                  | -           | -           | -           | -           | -           | 15     | 8      | 2      | 5      | 53,33      | subentrato, 8º                   |
| 2004-2005         | Frosinone         | C1                | 36+2       | 17         | 8          | 11+2       | CI-C            | 14              | 8               | 3               | 3               | -                  | -                  | -                  | -                  | -                  | -           | -           | -           | -           | -           | 52     | 25     | 11     | 16     | 48,08      | 5º                               |
| 2005-2006         | Ravenna           | C1                | 13         | 5          | 4          | 4          | CI+CI-C         | 0+2             | 0               | 0               | 2               | -                  | -                  | -                  | -                  | -                  | -           | -           | -           | -           | -           | 15     | 5      | 4      | 6      | 33,33      | subentrato, 13º                  |
| 2006-2007         | Ravenna           | C1                | 34         | 21         | 6          | 7          | CI-C            | 6               | 2               | 2               | 2               | -                  | -                  | -                  | -                  | -                  | S-C1        | 2           | 0           | 1           | 1           | 42     | 23     | 9      | 10     | 54,76      | 1º (prom.)                       |
| 2007-2008         | Ravenna           | B                 | 30         | 4          | 9          | 17         | CI              | 2               | 1               | 0               | 1               | -                  | -                  | -                  | -                  | -                  | -           | -           | -           | -           | -           | 32     | 5      | 9      | 18     | 15,63      | esonerato, subentrato, esonerato |
| Totale Ravenna    | Totale Ravenna    | Totale Ravenna    | 77         | 30         | 19         | 28         |                 | 10              | 3               | 2               | 5               |                    | -                  | -                  | -                  | -                  |             | 2           | 0           | 1           | 1           | 89     | 33     | 22     | 34     | 37,08      |                                  |
| 2008-2009         | Lanciano          | 1D                | 14+2       | 6+1        | 2          | 6+1        | CI-LP           | -               | -               | -               | -               | -                  | -                  | -                  | -                  | -                  | -           | -           | -           | -           | -           | 16     | 7      | 2      | 7      | 43,75      | subentrato, 14º                  |
| 2009-2010         | Lanciano          | 1D                | 34         | 9          | 17         | 8          | CI-LP           | 4               | 1               | 0               | 3               | -                  | -                  | -                  | -                  | -                  | -           | -           | -           | -           | -           | 38     | 10     | 17     | 11     | 26,32      | 9º                               |
| Totale Lanciano   | Totale Lanciano   | Totale Lanciano   | 50         | 16         | 19         | 15         |                 | 4               | 1               | 0               | 3               |                    | -                  | -                  | -                  | -                  |             | -           | -           | -           | -           | 54     | 17     | 19     | 18     | 31,48      |                                  |
| 2010-2011         | Pisa              | 1D                | 10         | 6          | 2          | 2          | CI-LP           | 2               | 0               | 1               | 1               | -                  | -                  | -                  | -                  | -                  | -           | -           | -           | -           | -           | 12     | 6      | 3      | 3      | 50,00      | subentrato, 10º                  |
| 2011-2012         | Pisa              | 1D                | 23         | 6          | 9          | 8          | CI+CI-LP        | 2+3             | 1+3             | 0               | 1+0             | -                  | -                  | -                  | -                  | -                  | -           | -           | -           | -           | -           | 28     | 10     | 9      | 9      | 35,71      | esonerato                        |
| 2012-2013         | Pisa              | 1D                | 6+4        | 6+1        | 0+2        | 0+1        | CI+CI-LP        | -               | -               | -               | -               | -                  | -                  | -                  | -                  | -                  | -           | -           | -           | -           | -           | 10     | 7      | 2      | 1      | 70,00      | subentrato, 5º                   |
| 2013-2014         | Pisa              | 1D                | 16         | 6          | 6          | 4          | CI+CI-LP        | 2+2             | 1+1             | 0               | 1+1             | -                  | -                  | -                  | -                  | -                  | -           | -           | -           | -           | -           | 20     | 8      | 6      | 6      | 40,00      | esonerato                        |
| Totale Pisa       | Totale Pisa       | Totale Pisa       | 59         | 25         | 19         | 15         |                 | 11              | 6               | 1               | 4               |                    | -                  | -                  | -                  | -                  |             | -           | -           | -           | -           | 70     | 31     | 20     | 19     | 44,29      |                                  |
| 2014-2015         | Lecce             | LP                | 5          | 2          | 2          | 1          | CI+CI-LP        | -               | -               | -               | -               | -                  | -                  | -                  | -                  | -                  | -           | -           | -           | -           | -           | 5      | 2      | 2      | 1      | 40,00      | subentrato, esonerato            |
| 2016-2017         | Viterbese         | LP                | 9          | 4          | 3          | 2          | CI-LP           | -               | -               | -               | -               | -                  | -                  | -                  | -                  | -                  | -           | -           | -           | -           | -           | 9      | 4      | 3      | 2      | 44,44      | subentrato, esonerato            |
| 2017-2018         | Gubbio            | C                 | 22         | 7          | 6          | 9          | CI+CI-C         | 0+1             | 0               | 0               | 1               | -                  | -                  | -                  | -                  | -                  | -           | -           | -           | -           | -           | 23     | 7      | 6      | 10     | 30,43      | subentrato, esonerato            |
| 2023-2024         | Maceratese        | Ecc.              | 15         | 5          | 8          | 2          | CI-Ecc.         | 3               | 1               | 1               | 1               | -                  | -                  | -                  | -                  | -                  | -           | -           | -           | -           | -           | 18     | 6      | 9      | 3      | 33,33      | subentrato, esonerato            |
| Totale carriera   | Totale carriera   | Totale carriera   | 457        | 167        | 140        | 150        |                 | 67              | 22              | 14              | 31              |                    | -                  | -                  | -                  | -                  |             | 2           | 0           | 1           | 1           | 526    | 189    | 155    | 182    | 35,93      |                                  |

## Palmarès

### Giocatore

#### Club
- Coppa Italia: 1

Fiorentina: 1974-1975

### Allenatore

#### Club
- Campionato italiano Serie C1: 1

Ravenna: 2006-2007 (Girone B)

#### Individuale
- Panchina d'oro Prima Divisione: 1

2006-2007